# Sin nombre
Sin nombre è un film del 2009 scritto e diretto da Cary Fukunaga.

## Trama
Sayra, un'adolescente dell'Honduras, decide di realizzare il suo sogno di una vita negli Stati Uniti. Il primo passo è il viaggio verso il Messico, pieno di eventi inaspettati.

## Distribuzione
Il film è stato presentato il 18 gennaio 2009 al Sundance Film Festival e ha poi avuto una distribuzione limitata nelle sale cinematografiche statunitensi a partire dal 20 marzo dello stesso anno. In Italia non è uscito nelle sale cinematografiche, ma è stato distribuito direttamente in home video nel 2013 da BiM Distribuzione.

## Riconoscimenti
- Sundance Film Festival 2009 - Concorso U.S. Dramatic
  - Miglior regia
  - Miglior fotografia
- Festival del cinema americano di Deauville 2009: Premio della giuria
- Independent Spirit Awards 2010
  - Candidato per il miglior film
  - Candidato per il miglior regista
  - Candidato per la miglior fotografia